# ラシーン・マシス
ラシーン・マシス（Rashean Mathis ([rəˈʃiːn] 1980年8月27日- ）はジョージア州ナッシュビル出身の元アメリカンフットボール選手。ポジションはコーナーバック。

## 経歴
フロリダ州ジャクソンビルの高校に通った。同高校には、MLB入りするブレット・マイヤーズも通っていた。野球もしており、フロリダコミュニティカレッジ、インディアンリバーコミュニティカレッジから中堅手として期待され、奨学金のオファーを受けている。
NCAA1部AA校のベスーン＝クックマン大学に進学した彼は2002年に14インターセプトをあげてバック・ブキャナン賞を受賞した。
2003年のNFLドラフト2巡でジャクソンビル・ジャガーズに指名されて入団した。1年目の2003年から4シーズン、全試合で先発出場を果たした。1年目はストロングセイフティ、フリーセイフティ、コーナーバックとして起用され、81タックルをあげた。2年目の2004年からはコーナーバックに固定され、2004年、2005年の2年間はそれぞれ5インターセプトをあげた。
2005年10月16日のピッツバーグ・スティーラーズ戦ではオーバータイムにトミー・マドックスのパスをインターセプト、41ヤードのリターンTDをあげた。
2006年の第2週、前年のスーパーボウルチャンピオン、ピッツバーグ・スティーラーズ戦では第4Qにインターセプトをあげるなど、4タックル、2インターセプトをあげてAFC週間MVP守備部門に選ばれた。
この年8インターセプトをあげて初のプロボウル、オールプロに選ばれた。プロボウルではチャンプ・ベイリーの反対サイドのコーナーバックとして先発している。
2008年1月5日に行われたピッツバーグ・スティーラーズとのワイルドカードプレーオフでは2インターセプト、1タッチダウンをあげた。12月1日のヒューストン・テキサンズ戦でひざを負傷し、故障者リスト入りし、残りシーズンを欠場した。
2009年11月16日のニューヨーク・ジェッツ戦で足の付け根を負傷した。
2011年のロックアウト期間中、モンテル・オーウェンスらと合同練習を実施した。第10週のインディアナポリス・コルツ戦で前十字靭帯（ACL）を断裂、残りシーズン絶望となった。
無制限フリーエージェントとなる直前の2012年3月、チームと1年500万ドルで契約延長を果たした。この年12試合に出場、先発出場は4試合にとどまった。
2013年3月、ジャガーズは彼と再契約しない意向を明かし、彼はフリーエージェントとなった。8月17日、デトロイト・ライオンズと1年契約を結んだ。
ライオンズで2015年までプレイした後、2016年2月16日に引退を表明した。4月13日にジャガーズと1日契約を結んだ。

## 記録
ジャガーズ記録
- インターセプト 30回[5]
- インターセプトリターンヤード 512ヤード
- ディフェンシブタッチダウン 3回
- パスディフェンス 39回

## 人物
ドレッドヘアの持ち主で、2011年のテネシー・タイタンズとの開幕戦では相手TEのジャレッド・クックに髪を引っ張られたことがある。